# Vicente San Bruno
Vicente San Bruno Rovira (Zaragoza, Aragón, España; siglo XVIII-Santiago, Chile; 12 de abril de 1817) fue un Sargento Mayor del Ejército Español en Chile y uno de los militares más conocidos en el periodo de la Reconquista de Chile.

## Biografía

### Primeros años
San Bruno fue hermano lego en un convento franciscano en Zaragoza. Abandonó los hábitos religiosos para dedicarse definitivamente al ejército; tomó las armas en 1808 contra los franceses, luchó valientemente durante la Guerra de la Independencia y ganó el ascenso a oficial.

### Destinado a América
El 25 de diciembre de 1813, se embarcó para Perú bajo el mando de Rafael Maroto como Sargento Mayor del Regimiento Talavera, llamado en Chile de «Los Talaveras». Tras una durísima travesía por el Atlántico, cruzando el Cabo de Hornos, desembarcaron en Callao el 24 de abril de 1814 para ponerse a las órdenes del virrey José Fernando de Abascal y Sousa, quien había estado trabajando arduamente para mantener bajo control español su virreinato y los territorios limítrofes.

### Guerra de Independencia de Chile

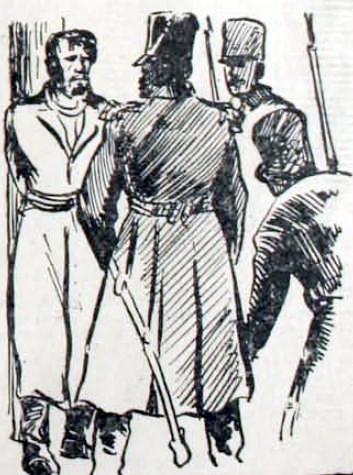
Ilustración de San Bruno y los soldados Talavera.

San Bruno y el Regimiento de Talavera se embarcaron el 19 de julio de 1814, y llegaron a Talcahuano, el núcleo de la actividad de los realistas, el 13 de agosto de ese año. Llegó a Chile con el grado de capitán y participó en la batalla de Rancagua (1 y 2 de octubre de 1814) contra los patriotas chilenos. Después de esta derrota, los realistas retomaron Chile sin ninguna resistencia. Todas las ideas de independencia fueron reprimidas en la capital.

### Represión contra chilenos
En noviembre de 1814, se le encargó ejecutar las órdenes de prisión en contra de los patriotas. Pasó a ser consejero e inspirador del gobernador Casimiro Marcó del Pont, quien le confirió autoridad policial ilimitada y lo designó comandante del destacamento Talavera de Santiago. El 17 de enero de 1816 fue nombrado presidente del Tribunal de Vigilancia y Seguridad Pública, participando activamente en la represión. 

### Prisión y condena a muerte
Fue hecho prisionero de guerra en la batalla de Chacabuco (12 de febrero de 1817), junto con su ayudante, el sargento Villalobos, cuando intentaba organizar la resistencia en dicha batalla. 
Bernardo O'Higgins emitió en esa oportunidad una proclama donde se justificó no tratarlos como prisioneros de guerra, definiéndolo como «un monstruo de quien se desdeña la misma potencia a quien pertenezca y la tierra se avergüenza de estar bajo sus pies». Fue llevado a Santiago, donde un tumulto trató de lincharlo. Se le juzgó el 6 de marzo de 1817 y fue condenado a muerte el 10 de abril, siendo fusilado en la Plaza de Armas de Santiago el 12 de abril.

## Cultura popular
Vicente San Bruno fue representado en la teleserie Manuel Rodríguez por el actor Cristián Carvajal.
En la miniserie chilena Amelia, de 1981, fue representado por el actor Frankie Bravo.